# Джуліано Медічі (Мікеланджело)

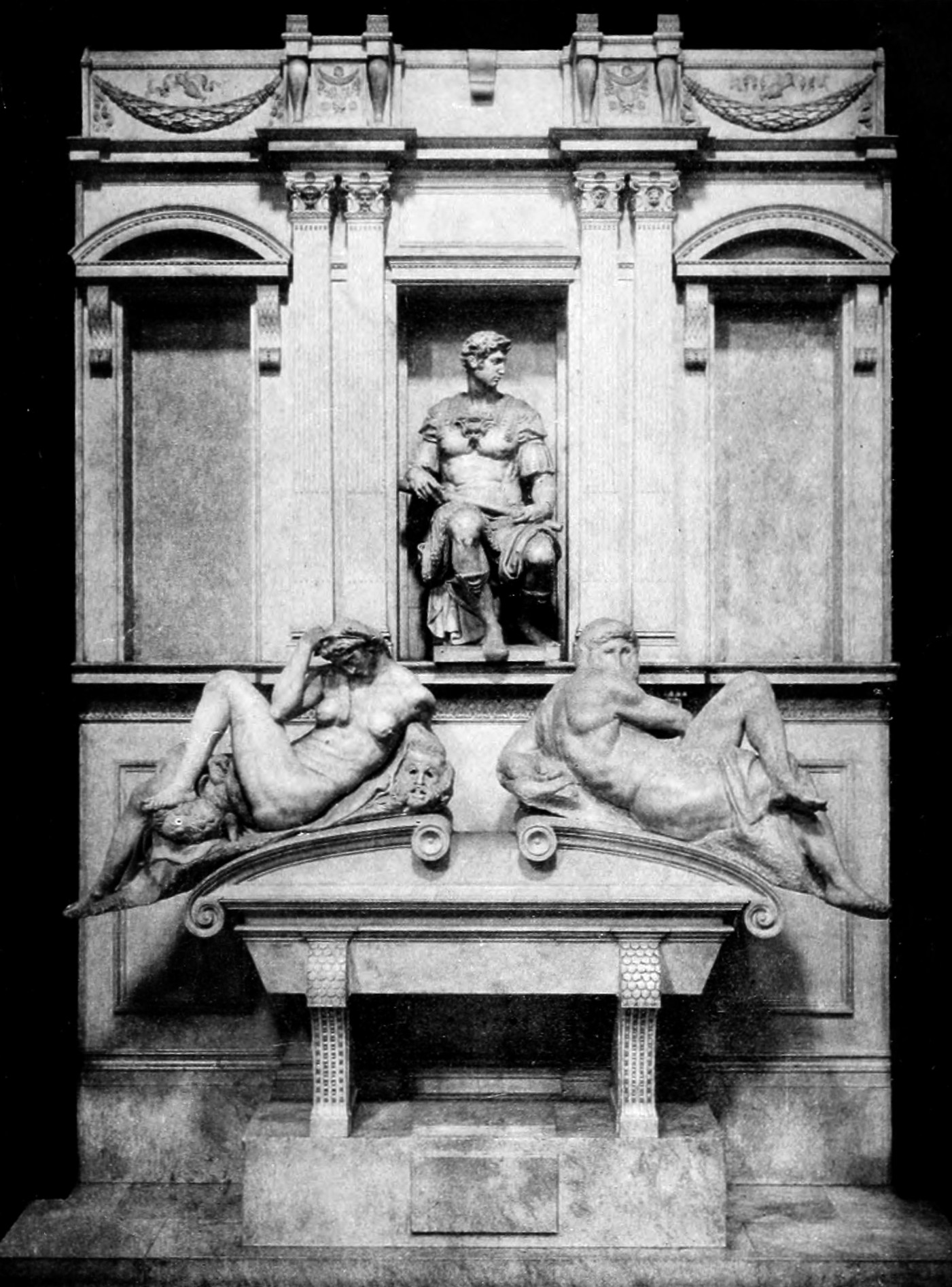
Нова сакристія церкви Сан Лоренцо. Надгробок Джуліано Медічі

«Джуліано Медічі» (італ. Giuliano de' Medici duca di Nemours) — мармурова статуя, що зображує Джуліано Медічі, герцога Немурського, створена італійським скульптором і художником Мікеланджело Буонарроті протягом 1526 — 1534 рр. Статуя входить до композиції надгробку Джуліано Медічі у капелі Медічі.

## Історія створення
Нова сакристія (ризниця) була задумана як меморіальна капела Джуліано Медичі, брата Папи Римського Лева, і Лоренцо, його племінника, які померли молодими. Це був задум Лева X, але замовником став папа Климент VII, інший член сім'ї Медичі, який активно підтримував цей проект.
Мікеланджело працював над статуєю протягом 1526 — 1533 рр..

## Опис
Скульптура не є портретом, а виступає ідеалізацією, яка додає «величі». Гіббард писав що, статуя «Джуліано» більше відповідала б Лоренцо, і невелика ймовірність того, що скульптури були переплутано, могла б бути, якби не свідчення Вазарі про те, що Мікеланджело встановив у нішах статуї воєначальників («Лоренцо» та «Джуліано») ще до від'їзду до Рима.
Лібман порівнює динамічну позу герцога з позою «Мойсея» — різкий поворот, пружиниста нога.

## Образ у мистецтві
У біографічному романі Ірвінґа Стоуна «Муки і радості» (1961) написано, що Мікеланджело вирізьбив статую для контрасту[а] і: «(…) композиція статуї „Джуліано“ пронизана дією (…). У вільній позі Джуліано відчувається круговий рух — напружений і безперервний».